# Konstanty Goniewski
Konstanty Goniewski herbu Glaubicz (ur. 15 kwietnia 1820, zm. 1 września 1886) – polski pisarz, poeta i tłumacz; właściciel ziemski.
Autor sztuki scenicznej Szymon Konarski: obraz dramatyczny w 5 aktach z prologiem.
Tłumacz poezji Friedricha Schillera. Oprócz wierszy Schillera przetłumaczył na język polski jego pisany wierszem dramat Don Carlos.
W latach od 1867 do 1886 (do swojej śmierci) był właścicielem zespołu dworskiego w Sobieskiej Woli.
Był wnukiem Rafała Konarskiego. Jego drugą żoną była literatka Zofia z Koźmianów Przewłocka. Pochowany na cmentarzu w Bychawie